# SMS G 85
G 85 – niemiecki niszczyciel z okresu I wojny światowej. Pierwsza jednostka typu G 85. Okręt wyposażony w trzy kotły parowe opalane ropą. Zapas paliwa 326 ton.  Zatopiony ogniem dział brytyjskich okrętów HMS "Swift" i HMS "Broke" 21 kwietnia 1917 roku podczas bitwy w Cieśninie Kaletańskiej.